# Graeme College
Le Graeme College, en anglais Graeme College, est une école de Grahamstown, ville d'Afrique du Sud souvent surnommée « l'Oxford du Sud » en raison de la prolifération d'écoles de renommée internationale en son sein ainsi que pour son université, également de haute réputation, l'Université Rhodes.
Fondée en 1873, c'est la dix-neuvième plus ancienne école du continent africain

## Histoire
Créée en 1873, le Graeme College, à l'époque Victoria Boys' High School, est une école laïque, en réaction aux écoles déjà existantes qui offrent un enseignement religieux (Saint Andrews College est une école anglicane, Kingswood College, méthodiste). L'école occupait alors les "Drostdy buildings", qui ont aujourd'hui fait place au campus de la Rhodes University.
En 1878, le collège déménage et s'installe à Beaufort Street. Aujourd'hui, et ce depuis les années 1970, c'est l'école sœur de Graeme College, la Victoria Girls' High School qui occupe ces très beaux bâtiments.
C'est en 1939 que l'établissement scolaire change de nom et s'auto-baptise Graeme College, en hommage au Colonel John Graham of Fintry, fondateur de la ville de Grahamstown. 
En 1974, Graeme College quitte le centre-ville (là où sont pourtant toutes les autres écoles de renom de la ville) pour s'installer à Somerset Heights, un quartier résidentiel blanc au nord de la ville.

## Réputation
En constante compétition avec les écoles privées de Grahamstown que sont le SAC et le KC, le Graeme College for Boys est soucieux de cultiver chez ses élèves l'excellence, afin de toujours figurer parmi les "top schools" du continent noir.
En 2003, le site Africa Almanac classait le Graeme College 34e meilleure école d'Afrique.
Parmi ses principaux rivaux, Selborne College, est classé 14e, Grey High 18e, St Andrews 19e et Kingswood 37e, mais toutes avec des moyens financiers bien supérieurs.

## Traditions
Comme toutes les vieilles écoles sud-africaines, le Graeme College éduque ses élèves dans le respect des traditions de la communauté scolaire.
L'uniforme (blazer bleu marine, cravate bleue, pantalon gris) est évidemment de rigueur, et ce pour toutes les activités qui touchent de près ou de loin à la vie scolaire. Chaque mois, des prix (sportifs ou académiques) sont remis aux élèves méritants.

### Founders Weekend
Chaque année, au mois de mars, le Founders Weekend rassemble les 600 élèves ainsi que les membres de la Old Graemian Union, l'association des anciens élèves.
Des rencontres sportives, des conférences, des bals, sont organisés pour fêter l'école.
Le tout est encadré par un protocole très policé.

## Sport
Le sport fait partie intégrante de la tradition "graemian": chaque garçon se doit d'en pratiquer au minimum un (par saison) parmi le large choix proposé; en hiver, tous jouent soit au rugby à XV (à 90 %), soit au hockey sur gazon (10 %). Il n'est toutefois pas interdit de pratiquer les deux. Le squash est également disponible.
En été, les garçons peuvent faire partie des équipes de cricket, de water polo, de natation, de tennis, d'athlétisme ou encore de cross-country ou de golf.
Les résultats sportifs du Graeme College sont particulièrement bons en rugby et en cricket: dans ces deux disciplines, l'école se classe chaque année parmi les meilleures du pays. Les résultats des autres sections sont plus instables, mais GC est constamment invité dans les plus prestigieux tournois ou meetings.

### Rivalités
Les trois écoles de Grahamstown rivalisent chaque année autour des terrains de sport.
Si les victoires en cricket sont importantes, les rendez-vous incontournables sont les matches de rugby opposant ces trois établissements prestigieux.
Le Graeme College rencontre chaque année, au mois de mars, le Saint Andrews College, et au mois de juillet le Kingswood College. Des spectateurs de tout le pays se déplacent pour voir ces chocs, qui sont de temps à autre retransmis en direct à la télévision.
D'autres écoles cultivent une certaine rivalité avec Graeme College, mais à un degré bien moindre: il en va ainsi de Selborne College, Queens College ou Dale College, par exemple.

## Performances académiques
Chaque année, le Graeme College figure parmi les meilleures écoles du pays avec un taux de réussite à l'examen du baccalauréat de 93,6 % en 2001, 98,1 % en 2002, 100 % en 2003, 98 % en 2004, 96,3 % en 2005 et 98,3 % en 2006.
L'école participe également à de nombreux concours, scientifiques, littéraires, de débat, ou autres, et fait souvent partie des lauréats.